# Лебедь и странник
«Лебедь и странник» (в оригинале «Странник и лебедь», фин. Kulkuri ja joutsen) — фильм финского режиссёра Тимо Койвусало, вышедший в 1999 году и посвящённый жизни и творчеству финских певцов Тапио Раутаваара и Рейно Хелисмаа. Фильм назван по одной из песен Тапио Раутаваара. В 2000 году фильм получил премию «Юсси» (финский аналог премии «Оскар»).

## Сюжет
Действие фильма охватывает период с 1948 года, когда Тапио Раутаваара и Рейно Хелисмаа впервые познакомились, до 1965 года, когда Хелисмаа умер. Хелисмаа и Раутаваара дружили и работали вместе до тех пор, пока не поссорились на долгое время по причине творческих разногласий. Спустя много лет они помирились, однако вскоре после этого Хелисмаа умер от рака лёгких.

## В ролях
- Тапио Раутаваара — Тапио Лиинойя
- Рейно Хелисмаа — Мартти Суосало
- Эса Пакаринен — Хейкки Ноусиайнен
- Маса Ниеми — Ари Вирта
- Тойво Кярки — Матти Мянтюля
- Сиири Ангеркоски — Туйя Пиеппонен
- Олави Вирта — Раймо Грёнберг
- Йорма Икявалко — Илкка Койвула